# Lenquo de Capo
Pic de Cerbillona – szczyt w Pirenejach. Leży w południowej Francji, w departamencie Pireneje Wysokie, przy granicy z Hiszpanią. Należy do podgrupy Pireneje Środkowo-Zachodnie w Pirenejach Centralnych.